# 前田利聲
前田 利聲（まえだ としかた）は、江戸時代後期の大名、明治時代の華族。位階は従二位。越中富山藩の第12代藩主。

## 生涯
天保6年（1835年）2月17日、第10代藩主・前田利保の七男として江戸で生まれる。嘉永6年（1853年）12月19日、同母兄で第11代藩主の利友の養子となり、12月20日に兄が死去したため、嘉永7年（1854年）2月12日に家督を継ぐ。
藩政においては文武を奨励し、植桑の奨励や織物機械技術の導入、人材の刷新、新田開発など刷新的な藩政改革に着手する。しかし安政2年（1855年）2月に富山で大火が起こり、凶作などの悪条件が重なって、藩財政はさらに困窮する。このため、生母の毎木や江戸詰の家老・富田兵部ら江戸派と結託して金札を増発することで財政を再建しようとしたが、これがかえって金融混乱を招いた。しかも利聲が江戸派と結託したことで父の利保ら富山派と抗争することとなり、藩内での派閥争いがかえって激化することになった。
この派閥争いは、初めこそ利聲の方が優勢であったが、利保は本家の加賀藩主・前田斉泰と手を結んで反撃し、富田兵部を自害に追い込み、毎木は蟄居とされた。さらに江戸派の面々も大量に処分された上、利聲自身も安政4年（1857年）3月には病気を理由に一切の政務から離れることを強制的に命じられ、藩の実権は父の利保が握ることとなった。
安政5年2月26日（1858年4月9日）、飛越地震が発生した。富山城下も被災し、城も石垣が崩れるなどの被害を出した。加えて、常願寺川上流で天然ダムが発生している情報がもたらされ、城主から町民に至るまで富山城西側の呉羽丘陵での避難生活を余儀なくされた。約2週間後、ダムが決壊し、領内に濁流が押し寄せ、広い範囲で農地が被災した。
安政6年（1859年）8月の利保の死去後、利聲は本家の前田斉泰の命令で、斉泰の実子である利同を養子に迎えることを余儀なくされ、同年11月22日には利同に家督を譲って隠居することとなった。また、以降の富山藩には加賀本藩から富山詰家老が派遣され、藩政を監督されることとなった。
明治37年（1904年）2月16日に死去した。享年70。

## 栄典
- 1885年（明治18年）4月20日 - 正四位[2]
- 1896年（明治29年）6月20日 - 正三位[3]
- 1902年（明治35年）6月20日 - 従二位[4]

## 系譜
- 父：前田利保
- 母：毎木（橋本氏）
- 養父：前田利友
- 正室：無し
- 生母不詳の子女
  - 次男：松平直方（1858-1907）
  - 女子：前田苞子 - 男爵三井高棟室（1869-1946）
  - 女子：前田知子 - 子爵岩倉具明室（1886-1936）
  - 男子：前田利功（1888-1962）
  - 女子：前田尚子（1889-1929） - 子爵石川成秀正室
  - 男子：林元邦（1890-?）
  - 男子：内藤信利（1892-1961）
  - 男子：林照房（1893-?）
  - 男子：前田正庸（1895-1922）
  - 女子：前田住子（1909-1979） − 伴田六郎室
- 養子
  - 男子：前田利同 - 前田斉泰の十一男